# Urszulin (powiat włodawski)
Urszulin – wieś w Polsce położona w województwie lubelskim, w powiecie włodawskim, w gminie Urszulin. 
Dawniej miasto; posiadał prawa miejskie co najmniej od 1803 roku do 24 października 1820. W latach 1944–1954 miejscowość była siedzibą gminy Wola Wereszczyńska. W latach 1975–1998 należała administracyjnie do województwa chełmskiego.
Wieś jest sołectwem, siedzibą gminy Urszulin, Poleskiego Parku Narodowego (od 1990), a także rzymskokatolickiej parafii Chrystusa Miłosiernego. Według Narodowego Spisu Powszechnego z roku 2011 wieś liczyła 1004 mieszkańców.
| SIMC    | Nazwa         | Rodzaj    |
| ------- | ------------- | --------- |
| 1025806 | Aleksandrówka | część wsi |
| 1025835 | Brzozowo      | część wsi |